# صادق امیدزاده
صادق امیدزاده (زاده ۱۳۴۳ - درگذشته ۳۰ دی ۱۴۰۲) معروف به حجت‌الله امیدوار سرتیپ سپاه پاسداران انقلاب اسلامی بود، که به‌عنوان رئیس واحد اطلاعات نیروی قدس در سوریه فعالیت می‌کرد. او در جریان جنگ اسرائیل و حماس در حمله هوایی اسرائیل کشته شد.

## سوابق
در ۱۴ اوت ۲۰۱۲، امیدزاده به همراه دیگر مقامات ایرانی توسط گروه‌های مخالف سوری در مجاورت فرودگاه دمشق ربوده شد. متعاقباً با میانجیگری قطر، وی آزاد شد. در ژوئن ۲۰۲۳، گزارشهایی منتشر شد که نشان می‌داد امیدزاده در حال برنامه‌ریزی برای حمله به نیروهای آمریکایی در سوریه بود. گفته می‌شود تمرکز ویژه او شامل هدف قرار دادن خودروهای زرهی هاموی و کوگار آمریکایی در داخل خاک سوریه بود.

## ترور
در ۲۰ ژانویه ۲۰۲۴، امیدزاده به همراه چهار نظامی ارشد دیگر، علی آقازاده، سعید کریمی، حسین محمدی و محمدامین صمدی در جریان جلسه ای در ساختمانی در منطقه المزه دمشق کشته شدند. بنا به گزارش دیده‌بان حقوق بشر سوریه، حملات هوایی اسرائیل منجر به تخریب کامل ساختمان و کشته شدن حداقل ۱۰ نظامی شد.
مرگ او کمتر از یک ماه پس از ترور یک ژنرال بلندپایه ایرانی دیگر به نام رضی موسوی توسط اسرائیل در دمشق و دو هفته پس از ترور صالح العاروری در بیروت اتفاق افتاد.